# Ferdinand Cohen-Blind
Ferdinand Cohen-Blind (né le 25 mars 1844 à Mannheim et décédé le 8 mai 1866 à Berlin) est connu pour avoir perpétré un attentat en 1866 contre Otto von Bismarck.

## Enfance et jeunesse
Ferdinand Cohen-Blind est issu d'un milieu aisé, il est le fils de Jakob Abraham Cohen, veuf, et de sa seconde femme Friederike, née Ettlinger. Cette dernière, peu de temps après la naissance de Ferdinand, commence à avoir une relation avec Karl Blind, qui s'est fait renvoyer de l'université de Heidelberg à cause de ses opinions démocratiques radicales. Avec l'argent de son mari, Friederike soutient les activités politique de Karl, ce qui la conduit en prison avec lui pendant l'été 1847. Après la mort de Jakob Abraham Cohen en 1848, Friederike épouse Karl Blind, qui devient du même coup le beau-père de Ferdinand.
L'échec de la révolution dans le pays de Bade, dans laquelle Karl Blind combat au côté des républicains, l'oblige à partir en exil avec sa famille. Ils s'enfuient d'abord à Paris, puis à Bruxelles et enfin à Londres en 1852. Cet exil marque profondément Ferdinand, qui devient un vif opposant à la monarchie allemande et voit dans son beau-père un digne représentant de la démocratie, qui, il l'espère, accèdera à la postérité.
En 1862, les Cohen-Blind retournent en Allemagne. Ferdinand fréquente dans un premier temps les  bancs de l'université de Tübingen, et à partir de 1864 ceux de l'université de Hohenheim, où il obtient de très bons résultats.

## Attentat contre Bismarck

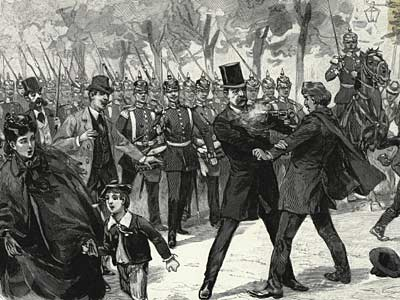
Cohen-Blind commet un attentat contre Bismarck.

Après avoir terminé ses études en mars 1866, il commence à voyager à travers la Bavière et la Bohême. L'éventualité d'une guerre entre la Prusse et l'Autriche devenant de plus en plus probable, il en vient à la conclusion qu'il faut assassiner le ministre-président Otto von Bismarck, qu'il voit comme l'instigateur de cette possible guerre, afin d'éviter celle-ci. Il va donc de Karlsbad à Berlin, où il descend le 5 mai à l'hotel royal sur Unter den Linden.
L'après-midi du 7 mai, Ferdinand attend le passage Bismarck  près de l'ambassade de Russie dans la rue Unter den Linden. Le futur chancelier vient en effet de faire son rapport au roi Guillaume Ier au château de Berlin et est sur le chemin du retour à pied. Ferdinand tire alors 2 fois au revolver dans la direction du ministre-président qui est de dos. Ce dernier se retourne et empoigne Cohen, qui parvient tout de même à tirer 3 nouveaux coups de feu. Des soldats du 1er bataillon du 2e régiment de la garde passant par là, accourent pour arrêter Ferdinand. Bismarck reprend alors son chemin et est examiné le soir venu par le médecin personnel du roi, Gustav von Lauer (de). Ce dernier constate que les 3 premières balles n'ont fait qu'effleurer Bismarck, et que les 2 dernières ont rebondi sur ses côtes, le ministre-président ressort donc miraculeusement de cet attentat avec seulement quelques égratignures.
Alors que Cohen-Blind est interrogé par le chef de police, il profite d'un moment d'inattention de ce dernier pour se couper la carotide avec un couteau. Il meurt peu après 4 heures du matin le 8 mai. Sa dépouille est enterrée de nuit et sans cérémonie au cimetière Nikolai.

### liens externes
- (de) « Publications de et sur Ferdinand Cohen-Blind », dans le catalogue en ligne de la Bibliothèque nationale allemande (DNB).
- (de) « Fünf Schüsse auf Bismarck, dans le Die Zeit » (consulté le 2 juillet 2011)
- (de) « Attentat contre Otto von Bismarck » (consulté le 2 juillet 2011)